# Anmatyerr
Les Anmatyerr (également orthographié Anmatyerre, Anmatjera, Anmatjirra, Amatjere et d'autres variantes) sont un peuple aborigène australien du Territoire du Nord, qui parle l'une des langues du Haut-Arrernte.

## Langue
L'Anmatyerr est divisé en deux types de dialectes, orientaux et occidentaux, tous deux étant des dialectes du Haut Arrernte.
Elle est parlée par environ 3 000 personnes.
L'Anamatyerr comprend une version en langue des signes utilisée pour parler lors de la chasse, pour parler aux personnes âgées ou malentendantes ou lors d'un décès.

## Pays
En 1974, les terres traditionnelles du peuple Anmatyerr dans les tribus aborigènes d'Australie de Norman Tindale ont été décrites comme couvrant une superficie de 11,200 milles carrés (29,01 km2). Tidale précise qu'elles englobent la chaîne Forster, le mont Leichhardt (Arnka) Coniston (en), la chaîne Stuart Bluff à l'est de West Bluff, les chaînes Hann (en) et Reynolds (Arwerlt Atwaty) ; la plaine de Burt au nord de Rembrandt Rocks et Connor Well. Leur frontière orientale s'étendait jusqu’à Woodgreen. Au nord-est, leurs frontières s'étendent autour du mont Stuart central (Amakweng) et de Harper Springs.
La communauté d'Utopia (en) a mieux réussi à maintenir vivante ses pratiques linguistiques car lorsque des éleveurs blancs ont revendiqué la région, ils ont engagé des autochtones pour s'occuper de leurs animaux. Cela leur a permis de rester sur leurs terres traditionnelles, et de maintenir leurs traditions et leur pratiques rituelles.
Ceci explique la vitalité linguistique de la région, alors que le colonialisme a  fait disparaître beaucoup d'autres langues aborigènes en Australie. Une étude réalisée à Utopia indiquait de meilleurs résultats en termes de santé que dans d'autres communautés, ce qui a conduit à une recommandation en 2014 de l'Australian Institute of Aboriginal and Torres Strait Islander Studies « d'inclure l'allocation de fonds aux activités linguistiques dans le cadre des programmes de santé et de justice » et de soutenir les mesures de revitalisation linguistique des langues aborigènes.

## Communautés
Les communautés Anmatyerr sont situées dans la région comprennent Nturiya (Old Ti Tree Station), Ti-Tree Pmara Jutunta (6 Mile),Willowra (en), Laramba (en) ( Napperby Station (en)) et Alyuen. Ce que l’on appelle aujourd’hui la région d’Anmatyerre présente un chevauchement important avec les communautés linguistiques Warlpiri, Arrernte et Alyawarre. De nombreuses personnes viennent de deux ou trois groupes linguistiques différents. La communauté d'Utopia, à 250 km au nord-est d'Alice Springs, créée en 1927, se trouve en partie sur les terres d'Alyawarre, en partie sur les terres d'Anmatyerre. En tant que spécialiste de la culture et de la langue arandique, Ted Strehlow (en) a travaillé avec le peuple Anmatyerr tout au long de sa carrière, enregistrant une grande partie de leurs cérémonies traditionnelles.
En 1971, le professeur de dessin Geoffrey Bardon, fait venir des Anciens de la communauté pour peindre et ainsi transmettre leurs savoirs aux jeunes générations, initiant le mouvement artistique Papunya. Une coopérative d'artistes est fondée et établit des relations avec des galeries à Alice Springs. Les premières œuvres sont peintes sur des fonds unis et représentent des cérémonies rituelles masculines. Les artistes Papunya se sont mis à représenter des éléments du paysage en relation avec le temps du rêve (rêve de l'eau, rêve du serpent). Ils se sont ensuite mis à peindre des œuvres monumentales.
Dans les années 2000, des objets cérémoniels et des enregistrements réalisés par des anthropologues ont été rendus aux communautés Anmatyerr. Dans la communauté de Laramba, un projet visant à enregistrer et à documenter les traditions cérémonielles masculines Anmatyerr a émergé comme un moyen de recentrer la pratique culturelle contemporaine et de donner le contexte nécessaire aux documents d'archives restitués.

### Pratiques rituelles de l'awely
L'awelye ou yawulyu est un chant rituel sacré accompagné de danses ou d'autres actions telles que la peinture corporelle interprétée par de nombreuses femmes aborigènes dans une vaste région du centre de l'Australie. Chaque yawulyu est chanté comme une série de nombreux vers courts, chaque couplet fait référence à un lieu particulier, à un ancêtre ou à une action que l'ancêtre a accomplie.

## Noms alternatifs
- Anmatjara
- Imatjera
- Janmadjara/Janmadjari (exonyme Warlpiri)
- Janmatjiri (exonyme Pintupi)
- Nmatjera
- Unmatjera (principalement un exonyme d'Aranda)
- Urmitchee
- Yanmedjara, Yanmadjari[12][6]

## Personnalités notables
- Gwoya Jungarai (en), alias « One Pound Jimmy », fut le premier aborigène nommé à apparaître sur un timbre-poste australien, en 1950. Gwoya est le mot Anmatyerr pour « eau », Kwatye.
- Clifford Possum Tjapaltjarri et Tim Leura Tjapaltjarri, beaux-fils de Gwoya/Kwatye Jungarai, étaient des artistes Anmatyerr reconnus comme des leaders du mouvement artistique contemporain autochtone australien (en) .
- Emily Kngwarreye était une artiste Anmatyerr qui vivait dans la communauté d'Utopia[13].
- Ben Long (en), footballeur australien
- Jake Long, footballeur australien
- Kathleen Petyarre, Gloria Petyarre (en) et Jeanna Petyarre (en) ainsi que deux autres sœurs, nièces d'Emily Kngwarreye, sont des artistes Alyawarre / Eastern Anmatyerre bien connues, également à Utopia.
- Minnie Pwerle est une artiste Alyawarr / Anmatyerr.

## Remarques